# Antônio da Silva Prado, barón de Iguape
Antônio da Silva Prado, primer barón con grandeza de Iguape (São Paulo, 13 de junio de 1778 - São Paulo, 17 de abril de 1875). fue un caficultor y político brasileño.
Fue hijo del capitán Antônio da Silva Prado y de Ana Vicência Rodrigues de Almeida. Ocupó el cargo de capitán mayor de São Paulo, vicepresidente de la misma provincia, comendador de la Orden Imperial de Cristo y oficial de la Orden Imperial de la Rosa. Elevado a barón por decreto del 12 de octubre de 1848 y recibió grandeza el 2 de diciembre de 1854, por los relevantes servicios que prestó a la causa pública. El título hace referencia a la localidad de Iguape.

## Descendencia
El 10 de agosto de 1838, en São Paulo, se casó con Maria Cândida de Moura, con quien tuvo dos hijos:
- Veríssimo Antonio da Silva Prado, que se casó con Ana Vicência da Silva Prado y, ya viudo, con Elisa da Silva Prado.
- Veridiana Valéria da Silva Prado, casada con Martinho da Silva Prado y madre de un nieto del mismo nombre, el Consejero Antônio da Silva Prado, que fue Alcalde de São Paulo.